# Gianfranco Pieri
Gianfranco Pieri (Trieste, 6 febbraio 1937) è un ex cestista italiano.

## Caratteristiche tecniche
Nato come pivot, proseguì come playmaker, ruolo nel quale era stato lanciato dall'allenatore Cesare Rubini.

## Carriera

### Giocatore

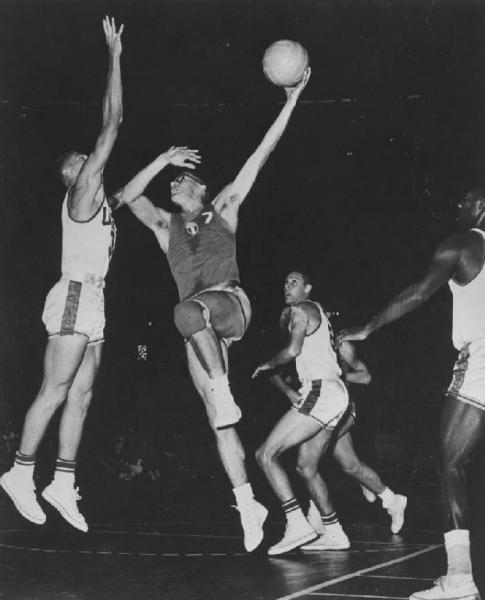
Pieri al tiro per la nazionale italiana nel 1960, contrastato dallo statunitense Jerry West.

Pieri dopo i primi approcci al basket al "Ricreatorio Giglio Padovan" di Trieste iniziò l'attività agonistica nel 1950 con la Ginnastica Triestina, con la quale nel 1953 e nel 1954 vinse il titolo italiano nella categoria juniores. Nella stagione 1954-55 esordì in serie A sempre con Trieste e realizzò 34 punti in una partita contro la Borletti Milano, che annoverava tra le sue file campioni del calibro di Sergio Stefanini, Romeo Romanutti e Cesare Rubini.
In quello stesso anno, al torneo internazionale di Antibes, ottenne una medaglia d'oro come miglior giocatore della manifestazione. Il 6 febbraio 1955, nel giorno del suo 18º compleanno, Pieri ricevette la prima convocazione azzurra nella gara contro la Svizzera a Pavia.
Nel 1955-56 il padre si trasferì a Milano per motivi di lavoro e anche Gianfranco cambiò passando alla Borletti-Olimpia. Nella stagione 1956-57, la Simmenthal Milano vinse lo scudetto e Pieri si laureò miglior giocatore del campionato, tanto che venne premiato con il Canestro d'oro. Nella stagione 1957-58 fu premiato con il Canestro d'argento. Il premio venne abolito dall'anno seguente.
A poco a poco i compagni cominciarono a soprannominarlo ”Il Professore", non tanto per il fatto che portasse gli occhiali anche in gara quanto perché egli costituiva, in campo e fuori, un'autorità, nonostante la scarsa esperienza.
Nel 1959 partecipa alla prima edizione delle Universiadi che si svolgono a Torino e conquista la medaglia d'Argento. Nel 1960 partecipa alle Olimpiadi di Roma conquistando il 4º posto. Nel 1961 partecipa al Torneo Internazionale per le celebrazioni del centenario dell'Unità d'Italia. Una sua foto, che si riferisce all'incontro Italia-Usa delle Olimpiadi di Roma, viene esposta alla mostra "Italia '61" a Torino, come gigantografia e in rappresentanza della pallacanestro Italiana. Dopo le olimpiadi di Tokyo del 1964, pur continuando l'attività societaria, rinuncia a quella internazionale causa i sopraggiunti impegni di carattere professionale, per cui in totale vanta "solo" circa 70 presenze in nazionale.
Nel 1965 conquistò un altro scudetto e aggiunse ad esso anche il titolo di campione d'Europa per club, sempre con la Simmenthal Milano. Fu la prima Coppa conquistata da una squadra italiana. Nell'occasione fu riconosciuto da Robert Busnel (celebre allenatore del Real Madrid Baloncesto) come "primo regista d'Europa".
Dopo aver giocato 291 partite e segnato 3152 punti, Pieri, pressato dagli impegni di lavoro, lasciò la "sua" Simmenthal e come ultima sfida giocò le stagioni 1968-69 e 1969-70 con la Splügen Bräu di Gorizia, partecipando al campionato italiano di Serie B e contribuendo alla promozione della formazione in serie A. Nel 1970 si ritirò definitivamente.

### Dopo il ritiro
Nel 2002 ha vinto il Premio Olimpia.
Il 9 febbraio 2008 ha ricevuto il Premio "Italia Basket Hall of Fame", massimo riconoscimento della Federazione Italiana Pallacanestro, per la sua lunga e prestigiosa carriera.

## Palmarès
- Campionato italiano: 9

Olimpia Milano: 1956-57, 1957-58, 1958-59, 1959-60, 1961-62, 1962-63, 1964-65, 1965-66, 1966-67
- Coppa dei Campioni: 1

Olimpia Milano: 1965-66
- Olimpiadi: Roma 1960, Tokyo 1964
- Universiadi: Torino 1959
- Medaglia di Bronzo al Valore Atletico - CONI 1965